# Glyptomorpha ovata
Glyptomorpha ovata är en stekelart som beskrevs av Telenga 1936. Glyptomorpha ovata ingår i släktet Glyptomorpha och familjen bracksteklar. Inga underarter finns listade i Catalogue of Life.